# Yves Pons
Yves Pons (ur. 7 maja 1999 w Port-au-Prince) – francuski koszykarz, haitańskiego pochodzenia, występujący na pozycji silnego skrzydłowego, od 2023 zawodnik Bàsquet Girona.
W 2015 wziął udział w meczu wschodzących gwiazd – Jordan Classic International.
26 lipca 2023 został zawodnikiem Bàsquet Girona.

## Osiągnięcia
Stan na 16 października 2023, na podstawie, o ile nie zaznaczono inaczej.
NCAA
- Uczestnik rozgrywek:
  - Sweet 16 turnieju NCAA (2019)
  - II rundy turnieju NCAA (2018, 2019)
  - turnieju NCAA (2018, 2019, 2021)
- Mistrz sezonu regularnego konferencji Southeastern (SEC – 2018)
- Obrońca roku SEC (2020)[5]
- Zaliczony do I składu:
  - defensywnego SEC (2020, 2021)
  - turnieju SEC (2021)
- Lider SEC w:
  - średniej bloków (2,4 – 2020)
  - liczbie bloków (73 – 2020)

Drużynowe
- Zdobywca Puchar Liderów Francji (2023)
- Finalista Pucharu Francji (2023)

Reprezentacja
- Mistrz Europy U–16 (2014)
- Uczestnik mistrzostw:
  - świata U–17 (2016 – 6. miejsce)
  - Europy U–20 (2019 – 4. miejsce)